# 懒人鱼
懒人鱼，是一种杂交鱼种，由金鱼、锦鲤、金鲫等多种鱼类杂交而成的品种。由于其生命力十分强，即使养鱼人一个月不换水，不喂鱼粮哪怕过多喂养鱼粮，甚至极低温也能生存，故被不少人青睐。

## 特性
生命力强大，可在恶劣环境下生存的杂交鱼种，样貌有点像（日本）锦鲤，但最年长后最大也要比锦鲤的体积要小得多，属于观赏鱼类别。